# Condylidium
Condylidium é um género botânico pertencente à família Asteraceae.